# Pronoterus semipunctatus
Pronoterus semipunctatus là một loài bọ cánh cứng trong họ Noteridae. Loài này được LeConte miêu tả khoa học đầu tiên năm 1878.